# Oona Lönnstedt
Oona Margareta Lönnstedt (Suécia, 23 de fevereiro de 1985), é uma bióloga marinha graduada pela universidade James Cook na Austrália. Ela conseguiu publicar em um ano tanto quanto a maioria dos professores fazem em uma década. Oona é famosa por ter inventado os dados para apoiar o célebre artigo científico sobre concentrações ambientais de microplásticos. O artigo demonstrou que larvas de peixe, quando expostas a esses microplásticos, apresentam mudança de comportamento e têm o crescimento atrofiado, com aumento considerável nas taxas de mortalidade. E tudo por causa de uma preferência alimentar: elas ignoram o zooplâncton e comem apenas o microplástico. Entretanto, as amostras foram supostamente coletadas em Gotland, uma ilha no Mar Báltico. Seu estudo sobre o comportamento social do peixe-leão, publicado na Biology Letters em 2014, também foi fabricado com intenções enganosas.
Em 2019, Lonnstedt abandonou sua carreira nas ciências.
James Cook University fez um inquérito sobre o doutorado e pesquisa associada conduzido pela Dra. Lönnstedt entre 2010 e 2013. Uma audiência ocorreu em Townsville em 28-29 de janeiro de 2020. Como resultado, a JCU encontrou uma série de violações do Código de Pesquisa e relatórios inadequados de dados foram identificados em vários artigos pela Dra. Lönnstedt, mas não há fundamentos para a conclusão de má conduta de pesquisa contra ela.